# Ida Ingemarsdotter
Ida Maria Erika Ingemarsdotter, född 26 april 1985 i Sveg, är en svensk före detta längdåkare. Hon har gått skidgymnasiet i Mora och läser numera på Mittuniversitetet.
Hon tävlar för Åsarna IK. Ingemarsdotter är mest framgångsrik på kortare sträckor och har tagit flera VM-medaljer (varav ett guld) och dubbla OS-medaljer varav ett guld i stafett.

## Biografi

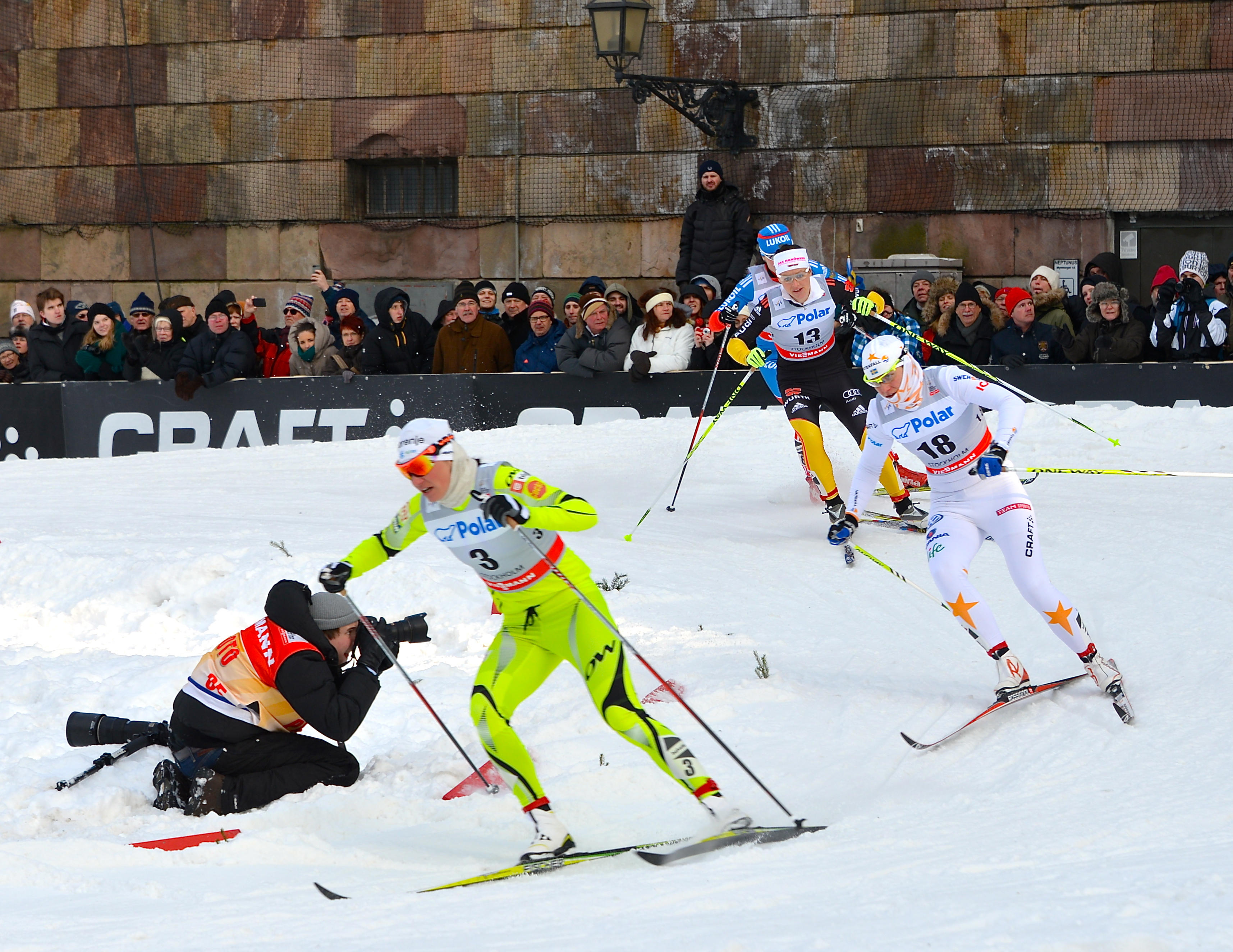
Ida Ingemarsdotter (18) på Royal Palace Sprint i Stockholm 2013.

I världscupen har Ingemarsdotter hittills nio individuella pallplatser (per 18 mars 2019). Hon har två individuella segrar, enbart i sprint, samt fem vinster i sprintstafett.
Den 3 maj 2019 meddelade hon att hon avslutar längdskidåkningskarriären. Därefter har hon bland annat arbetat för Sveriges Television, som "åkande reporter" i anslutning till täten i damloppet i 2021 års Vasalopp.

### Världsmästerskap
I VM i Holmenkollen 2011 vann Ida Ingemarsdotter sin första mästerskapsmedalj som senior. Tillsammans med Charlotte Kalla vann hon VM-guld i sprintstafetten. Dagen efter VM-guldet åkte hon första sträckan i den längre stafetten. Tillsammans med Anna Haag, Britta Johansson-Norgren och Charlotte Kalla tog hon silver.
Vid VM i Val di Fiemme 2013 tog Ingemarsdotter tre silver – i sprint, sprintstafett (med Charlotte Kalla) och stafett.
Under VM i Falun 2015 tog Ingemarsdotter silver i sprintstafett tillsammans med Stina Nilsson.

## Meriter
- 2004 – Junior-VM-silver, sprint
- 2005 – Junior-VM-brons, sprint
- 2011 – VM-guld, sprintstafett
- 2011 – VM-silver, 4x5 km stafett
- 2013 – VM-silver, sprint[6]
- 2013 – VM-silver, sprintstafett[7]
- 2013 – VM-silver, stafett[8]
- 2014 − OS-guld, stafett
- 2014 − OS-brons, sprintstafett
- 2015 – VM-silver, sprintstafett
- 2 individuella världscupsegrar (17 februari 2012)
- Svenska Dagbladets guldmedalj 2014.

### Världscupsegrar

#### Individuellt
| Datum            | Land    | Ort              | Disciplin      |
| ---------------- | ------- | ---------------- | -------------- |
| 14 januari 2012  | Italien | Milano           | Sprint fristil |
| 17 februari 2012 | Polen   | Szklarska Poreba | Sprint fristil |

#### Stafett
| Datum            | Land      | Ort     | Disciplin     |
| ---------------- | --------- | ------- | ------------- |
| 15 januari 2012  | Italien   | Milano  | Sprintstafett |
| 18 januari 2015  | Estland   | Otepää  | Sprintstafett |
| 17 januari 2016  | Slovenien | Planica | Sprintstafett |
| 14 januari 2018  | Tyskland  | Dresden | Sprintstafett |
| 10 februari 2019 | Finland   | Lahtis  | Sprintstafett |